# إيندراني رحمن
إيندراني رحمن (بالإنجليزية: Indrani Rahman)‏ هي راقصة أمريكية، ولدت في 19 سبتمبر 1930 في تشيناي في الهند، وتوفيت في 5 فبراير 1999 في نيويورك في الولايات المتحدة.